# OCaml
OCaml (ehemals Objective CAML) ist eine auf der ML-Sprachfamilie basierende Programmiersprache. Sie wird am INRIA unter der Leitung von Xavier Leroy entwickelt. Caml stand ursprünglich für Categorical Abstract Machine Language, basiert aber schon seit langem nicht mehr auf diesem abstrakten Konzept. Zusätzlich zu den funktionalen und imperativen Merkmalen von ML unterstützt OCaml objektorientierte Konzepte und unterscheidet sich in Details von ML.
OCaml bietet einen Compiler zur Erzeugung von sowohl Bytecode als auch Maschinencode. Der erzeugte Maschinencode ist sehr effizient (vergleichbar mit dem von C++ erzeugten Maschinencode). Zu den mächtigsten Merkmalen dieser Sprache gehört statische Typisierung (in Verbindung mit Typinferenz), parametrische Polymorphie, Pattern Matching, ein Mechanismus zur Ausnahmebehandlung und automatische Speicherbereinigung. OCaml-Distributionen enthalten einige allgemeine Bibliotheken und sind für zahlreiche Plattformen, inklusive Unix und Windows erhältlich.
Ein bekanntes Programm, das in OCaml geschrieben wurde, ist MLDonkey, ein P2P-Client, der auf diversen Betriebssystemen läuft und auf verschiedene P2P-Netzwerke zugreifen kann.

## Beispiel zur funktionalen Programmierung
```
 
let
 
rec
 
wiederhole
 
f
 
=
 
function

   
|
 
1
 
->
 
f

   
|
 
n
 
->
 
(
fun
 
x
 
->
 
(
wiederhole
 
f
 
(
n
 
-
 
1
))
 
(
f
 
x
));;

 
(
wiederhole
 
(
fun
 
x
 
->
 
x
 
+
 
2
)
 
3
)
 
1
;;

```

Dieses Beispiel zeigt die Mächtigkeit der funktionalen Programmierung: Die Funktion „wiederhole“ kann eine beliebige Funktion mehrfach auf sich selbst anwenden und ist daher eine Funktion höherer Ordnung. Gleichzeitig ist „wiederhole“ polymorph – der Datentyp der ihr übertragenen Funktion steht im vornherein nicht fest. Typisch für OCaml ist das Pattern Matching, die durch das Zeichen | gekennzeichnete Fallunterscheidung. Im Beispiel wird die Funktion „addiere zwei“ (fun x -> x + 2) dreifach auf die Zahl 1 angewendet. Der Interpreter gibt 7 aus.

## Universelle Polymorphie
Unter dem Begriff Polymorphie werden häufig die völlig verschiedenen Konzepte der Ad-hoc-Polymorphie und der universellen Polymorphie zusammengefasst. Ad-hoc-Polymorphie, also implizite Typkonversion und das Überladen von Funktionen, sind mit dem strengen statischen Typkonzept von OCaml und der Typinferenz nicht vereinbar.
Als Beispiel sei hier erwähnt, dass z. B. zwischen der Addition von Ganzzahlen (Integer) und der Addition von Gleitkommazahlen durch unterschiedliche Operatoren unterschieden wird.
Beispiel: Der Ausdruck
1 + 2 ist in OCaml genau so wohltypisiert wie 1.5 +. 2.3. Der Ausdruck 1 + 1.5 hingegen ist nicht wohltypisiert, da der Operator + zwei Integer-Werte als Eingaben erwartet. Eine implizite Typkonvertierung findet nicht statt.
Vielmehr implementiert OCaml das mächtigere Konzept der universellen Polymorphie, und zwar in beiden Spielarten, der parametrischen Polymorphie und der Inklusionspolymorphie.

## Modulsystem
Eine große Stärke der Programmiersprache OCaml ist ihr Modulsystem. Es ermöglicht eine Strukturierung des Quellcodes, ähnlich den „Packages“ von Java. Zusammenhängende Definitionen sollen in Module gruppiert werden. Dadurch kann es zu keinen Namenskonflikten zwischen unterschiedlichen Programmteilen und Bibliotheken kommen. Jedes Modul wird mithilfe des struct…end Ausdrucks definiert und erhält mit sig…end seine Signatur (optional).
```
module
 
Str
 
:
 
sig

  
type
 
t

  
val
 
compare
 
:
 
t
 
->
 
t
 
->
 
int

end
 
=
 
struct

  
type
 
t
 
=
 
string

  
let
 
compare
 
s1
 
s2
 
=
 
String
.
compare
 
s1
 
s2

end

```

Das Beispiel definiert ein Modul mit Namen „Str“. Dieses Modul besitzt einen Typ „t“ und eine Funktion „compare“. Compare erwartet zwei Werte vom Typ t und liefert eine Ganzzahl (Int) als Ergebnis zurück. An diesem Beispiel kann man ebenfalls sehen, wie in OCaml mithilfe von Modulsignaturen Informationen versteckt werden können. Der Typ t ist außerhalb des Moduls Str nur abstrakt sichtbar. Das statische Typsystem von OCaml stellt sicher, dass Programmierer, die an anderen Stellen mit Werten vom Typ t arbeiten, nur die passenden Funktionen verwenden können (z. B. die Funktion compare des Moduls Str). Der Einsatz der Methode compare des Moduls String ist dagegen mit Werten vom Typ t nicht möglich, auch wenn die interne Repräsentation zeigt, dass dies funktionieren würde (denn jeder Wert vom Typ t ist ein String).
Der Vorteil dieser abstrakten Datentypen besteht aber darin, dass bei einer Änderung der internen Darstellung von t in z. B. eine Unicode-Zeichenkette nur in dem Modul Str Anpassungen vorgenommen werden müssen. Alle anderen Stellen des Programmcodes sind von der Änderung nicht betroffen.
Im Gegensatz zum Packagesystem von Java erlaubt es OCaml, Module zu verschachteln.

## Funktoren
Das Modulsystem von OCaml erlaubt das Programmieren von parametrisierten Modulen. Diese erhalten statisch zur Übersetzungszeit ein anderes Modul als Parameter. Damit lassen sich auf sehr abstrakte Art und Weise Datenstrukturen und Algorithmen entwerfen, ohne dass diese von ihrer konkreten Verwendung abhängen. Als Beispiel ist hier das Modul Set genannt. Es beinhaltet im Wesentlichen einen Funktor Make, der es möglich macht, für Daten Mengen zu erzeugen, falls es für die Daten entsprechende Interfaces gibt (compare und t müssen implementiert sein).
```
module
 
StrSet
 
=
 
Set
.
Make
(
Str
)

```